# جيم هارت (لاعب كرة قدم أمريكية)
جيم هارت (بالإنجليزية: Jim Hart)‏ هو لاعب كرة قدم أمريكية أمريكي، ولد في 29 أبريل 1944 في إيفانستون في الولايات المتحدة.

## وصلات خارجية
- جيم هارت على موقع مرجع كرة القدم المحترفة.كوم (الإنجليزية)